# Омельський Іполит Юрійович
Іполит Юрійович Омельський (18 листопада 1873, с. Митків, тепер Вікнянська сільська громада, Чернівецький район, Чернівецька область — 13 вересня 1949, м. Бад-Енгаузен, Німеччина) — український композитор, педагог, громадський діяч. 

## Життєпис
Народився в селі Митків, Австро-Угорщина. Закінчив державну учительську семінарію в Чернівцях (1894), навчався музики у відомого композитора А. Кужеля. 
Служив в армії Австро-Угорщини. Згодом учителював, був директором шкіл в буковинських громадах. Після виходу на пенсію на поч. 1930-х рр. мешкав у Чернівцях. Був членом правління Народного дому, активним діячем товариства «Українська школа». 
Його твори були в репертуарі українських хорів Галичини та Буковини, а від 1937 звучали і в передачах Львівського радіо, а поезії були опубліковані в буковинській та галицькій пресі, а також в американській газеті «Свобода».
У 1940 виїхав з родиною до Німеччини. Помер 13 вересня 1949 року в місті Бад-Енгаузен.

### Родина
- дружина Зеновія Омельська (Орза) — учителька.
- брат Діонісій Омельський — скрипаль, громадський діяч, педагог, аранжувальник.
- племінник Олександр Омельський — композитор, піаніст, педагог. (Став прообразом героя Данка Данилюка в романі «Повнолітні діти» Ірини Вільде[1])
- син Ярослав Омельський — скрипаль, композитор.

### Твори
- «Збірник літургічних і церковних пісень» (1925),
- збірник обробок укр. нар. пісень для жін. та чол. хору (1935),
- хор «Заповіт» (сл. Т. Шевченка),
- дит. хор «Поклін тобі, Тарасе» (сл. Ю. Шкрумеляка; обидва – 1937),
- пісня на 3 голоси «Рідна мова» (сл. С. Воробкевича)
- «Літургія на мужеський хор на основі церковного напіву» (обидві – 1938),
- «Три набожні пісні» (1939),
- низка зб. пісень на сл. буковин. поетів тощо.